# 패짓 브루스터
패짓 브루스터(Paget Brewster, 1969년 3월 10일 ~ )는 미국의 배우이다.

## 출연 작품
- 베트맨과 할리퀸 (2017)
- 액시스 (2017)
- 엉클 닉 (2015)
- 저스티스 리그: 갓 앤 몬스터 (2015)
- 그랜드파더드 (2015)
- 커뮤니티 6 (2015)
- 웰컴 투 해피니스 (2015)
- 검슈 (2013)
- 배트맨 : 다크 나이트 리턴즈, 파트 2 (2013)
- 배트맨 : 다크 나이트 리턴즈, 파트 1 (2012)
- 크리미널 마인드 8 (2012)
- 크리미널 마인드 7 (2011)
- 마이 라이프 애즈 언 익스페러먼트 (2011)
- 크리미널 마인드 6 (2010)
- 크리미널 마인드 5 (2009)
- 크리미널 마인드 4 (2008)
- 크리미널 마인드 3 (2007)
- 서브라임 (2007)
- 더 빅 배드 스윔 (2006)
- 어너컴퍼니드 마이너 (2006)
- 마이 빅 팻 인디 무비 (2005)
- 아메리칸 대드! (2005)
- 크리미널 마인드 (2005)
- 즐거운 경찰 (2005)
- 두 남자와 1/2 시즌2 (2004)
- 허프 (2004)
- 유러지 (2004)
- 지미 키멜 라이브! (2003)
- 나우 유 노우 (2002)
- 더 스페셜스 (2000)
- 레츠 토크 어바웃 섹스 (1998)
- 고질라 - 애니메이션 시리즈 (1998)
- 더 플라이트 (1998)
- 프렌즈 (1994)